# Jay Ashcroft
John Robert Ashcroft, né le 12 juillet 1973 à Jefferson City, est un ingénieur, avocat et homme politique américain, membre du Parti républicain. Il est secrétaire d'État du Missouri depuis 2017.

## Biographie
Jay Ashcroft est le fils de John Ashcroft, ancien procureur général des États-Unis, sénateur et gouverneur du Missouri.
Il commence sa carrière politique en 2014, quand il se présente pour le Sénat du Missouri. Il échoue cependant à être élu.
En février 2015, quelques mois après sa défaite, il annonce sa candidature au poste de secrétaire d'État du Missouri pour l'élection de 2016 à laquelle le sortant démocrate Jason Kander ne se représente pas. Il remporte la primaire républicaine le 2 août 2016 avec 27 points d'avance sur Will Krauss, sénateur d'État. Le 8 novembre 2016, il est élu contre le démocrate Robin Smith.
Le 3 novembre 2020, il est réélu pour un second mandat de secrétaire d'État en battant le démocrate Yinka Faleti.
En mars 2021, il est perçu comme un potentiel candidat aux élections sénatoriales de 2022 pour briguer la succession du républicain Roy Blunt qui prend sa retraite, mais choisit toutefois de ne pas se présenter.
En mars 2023, il déclare sa candidature pour l'élection gouvernorale de 2024 à laquelle le gouverneur républicain sortant Mike Parson ne peut se présenter. Alors que les derniers sondages avant la primaire républicaine laissent prévoir une course serrée, Ashcroft termine en troisième position avec 23 % des suffrages, à bonne distance du sénateur d'État Bill Eigel (32 %) et du lieutenant-gouverneur Mike Kehoe (39 %).